# Camille Jordan (homme politique)
Pour les articles homonymes, voir Jordan et Camille Jordan.
Camille Jordan est un homme politique et écrivain français né à Lyon le 13 janvier 1771 et mort à Paris le 19 mai 1821.

## Biographie
Issu d'une famille d'échevins lyonnais, son père est recteur de l'Hôtel-Dieu, sa mère Marie-Elisabeth Perier est la fille de Jacques II Perier et la sœur du banquier dauphinois Claude Perier, père de Casimir Perier. Camille Jordan fait ses études chez les Oratoriens, puis au séminaire de Saint-Irénée. 
Adversaire de la Révolution, et notamment de la constitution civile du clergé, il fut un des meneurs royalistes du Soulèvement de Lyon contre la Convention nationale en 1793. À la prise de Lyon, le 9 octobre 1793, il se réfugia d'abord en Suisse puis en Angleterre dont il admirait la constitution. 
Il revint à Lyon en 1796. Il est élu le 23 germinal an V (22 mars 1797) député du Rhône au Conseil des Cinq-Cents.
Durant sa députation, il s'engage essentiellement sur la liberté du culte, et débat pour la suppression de la loi de déportation des prêtres insermentés. Auteur d'un rapport sur la police des cultes dans lequel il demande notamment le rétablissement de l'usage des cloches dans les campagnes, il fut surnommé « Jordan-Cloche ».
Opposé au Directoire, il est victime du coup d'état du 18 fructidor an V (4 septembre 1797) et se cache dans Paris où il parvient, quarante deux jours après, à faire imprimer et publier un livre à l'attention de ses commettants contre cet attentat. Ce livre est publier l'année suivante en 1798 à Hambourg.
Il émigre en Suisse puis à Weimar où il se lie d'amitié avec Jean-Joseph Mounier. Revenu en France, il est mis sous surveillance à Grenoble puis se rend à Paris où il séjourne chez Mme de Staël dont il est l'ami ainsi que celui de Mme Récamier et  de Chateaubriand. 
Opposé au Consulat à vie, Camille Jordan  publie anonymement une protestation intitulée « Vrai sens du vote national pour le consulat à vie ».
Sous l'Empire, il s'abstint de toute activité politique. Il a été élu à l'Académie des sciences, belles-lettres et arts de Lyon le 11 juillet 1809.
En 1814, il fut un des représentants de Lyon qui rencontrèrent à Dijon l'empereur d'Autriche pour demander le rétablissement de la monarchie. Le 8 avril il assista au conseil municipal de Lyon qui proclama Louis XVIII roi de France. En août 1815 il fut nommé président du collège électoral de Lyon.

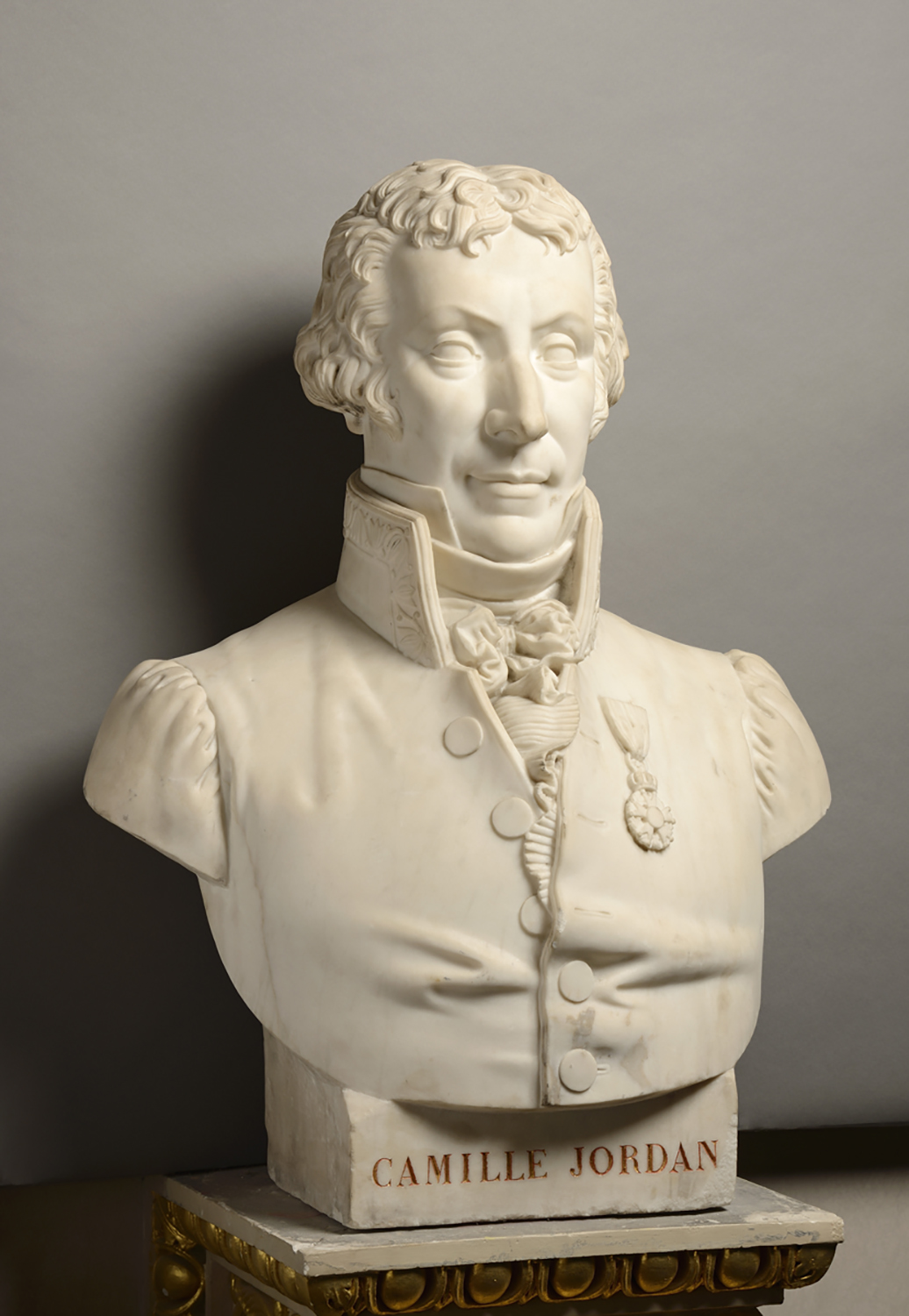

Le 4 octobre 1816, il fut élu député de l'Ain. Il devint président de la Chambre, membre de la commission de l'Adresse et de celle du Budget.
Réélu député en 1818, il se rapprocha de la gauche et devient un des chefs de l'opposition constitutionnelle et des Doctrinaires.
Il a été inhumé au cimetière du Père-Lachaise (39e division).
Il était l'oncle d'Alexis Jordan et le grand-oncle du mathématicien Camille Jordan.

## Hommages
Une rue du quartier des pentes de la Croix-Rousse dans le 1er arrondissement de Lyon porte son nom.